# Martín Garralaga
Martín Garralaga Sangorrín (Barcelona, 10 de noviembre de 1894-Los Ángeles, California, 12 de junio de 1981), conocido artísticamente como Martin Garralaga, fue un cantante y actor español y estadounidense, que destacó como actor de cine en Hollywood. Estuvo casado con la cantante y actriz Rosa Rey, de nombre real Isabel Mercedes Tarragó.

## Trayectoria artística
Se inició artísticamente cantando como barítono en la iglesia parroquial de Sant Martí de Provençals, en aquel tiempo municipio independiente de Barcelona en el que nació, y pasó posteriormente a ser tenor. Estudió ocho años de canto, teniendo como compañeros de estudio a Miguel Fleta y a Hipólito Lázaro.
Una serie de conciertos en Barcelona le dieron nombre y le proporcionaron el contrato para ir a La Habana (Cuba) con una compañía de ópera. Al llegar a Cuba la compañía se dividió, algunos volvieron y Garralaga fue contratado por el empresario italiano Adolfo Bracale, con el que recorrió América Central y del Sur, cantando ópera, opereta y zarzuela. Después fue a Nueva York (EUA), a cantar en el Gran Teatro Apolo, donde gustó y grabó diversos discos para las compañías discográficas Pâthé y Brunswick.
Más tarde fue a Hollywood para dedicarse al cine, donde Xavier Cugat le propuso el personaje de torero en Charros, Gauchos y Manolas (1930), la única película que escribió y dirigió Cugat, un musical en español dirigido al público de habla hispana, pero la película fracasó pero fue la primera película de Hollywood sonora en español. La participación de Garralaga en esta película le hizo abandonar su perfil como cantante para dedicarse a la interpretación.
Participó como actor de reparto en casi trescientas películas, para estudios como Warner Bros, Metro Goldwyn Mayer, Fox Films y Paramount Pictures, además de seriales radiofónicos y series televisivas, algunas tan míticas como El Gran Chaparral, La hora de Alfred Hitchcock o El agente de CIPOL. Participó en La llama sagrada (1931), La carga de la Brigada Ligera (1936), Casablanca (1942) en el papel de jefe de camareros del Ricks Café, Por quién doblan las campanas (1943) y Las nieves del Kilimanjaro (1952). Su última película fue ¿Qué fue de la tía Alice? (1969). Interpretó el papel de Pancho, como compañero en diversas películas de Cisco Kid, que le daría especial relevancia.
Falleció el 12 de junio de 1981 en la residencia para profesionales de cine y televisión de Woodland Hills, en Los Ángeles, California. En noviembre de 2023 el Ayuntamiento de Barcelona le dedica una calle en el Distrito de Sant Andreu.